# 耶尔河
耶尔河（法語：Yerres，法語發音：[jɛʁ] ⓘ）是法国法蘭西島大區塞纳-马恩省、埃松省与马恩河谷省的河流，是塞纳河的右支流，长98.23千米，发源自盖拉尔，于圣乔治新城流入塞纳河。